# Duthiella formosana
Duthiella formosana är en bladmossart som beskrevs av Noguchi 1934. Duthiella formosana ingår i släktet Duthiella och familjen Leskeaceae. Inga underarter finns listade i Catalogue of Life.